# Оркусак
Оркуса́к (каз. Өрқұсақ) — село у складі Єскельдинського району Жетисуської області Казахстану. Входить до складу Карабулацького сільського округ.
У радянські часи село називалось Кизил-Октябр.
Населення — 392 особи (2021; 388 у 2009, 418 у 1999, 469 у 1989).